# L·F·韋德國際機場
L.F.韦德國際機場（英語：L.F. Wade International Airport），原名百慕達國際機場（英語：Bermuda International Airport），是北大西洋的英国海外自治领土百慕達唯一的機場。机场位於聖喬治堂區，位于首都哈密尔顿東北方6海里（11公里，6.9英里）处。2006年，L.F.韦德国际机场接待了大约900,000名乘客,比2005年上涨了7%。机场有一个乘客航站、一个货运航站，以及8个停机位，且最大可以支持空中客车A380大小的飞机使用.当前,有十家航空公司运营往来于百慕大机场和加拿大、英国和美国的季节性或全年航线。现在在百慕大机场定期运营的最大飞机是英国航空的波音777-200。

## 当前运行
2006年，机场接待的乘客数量几乎达到一百万人，在六月-八月的夏季高峰期间每周有258架次的进离场航班。机场在乘客满意度调查中获得过很高的分数，根据全球机场观察（global airport monitor）在该年的报告，2013年其在北美“少于1500万乘客”分类中的机场中位列第一，在世界范围内其规模的分类中的机场中位列第四。调查内容包括机场工作人员，安全和登机手续办理设施。
20世纪90年代早期建成的前北约机库现在被机场增长的商务喷气机使用。由于百慕大与距其最近的陆地之间的可观距离，可以使用机场的通用航空飞行器被限制为喷气机和长航程涡轮螺旋桨飞机。机场只有航空燃油可用。
机场提供美国海关和移民预审查,也就是说前往美国的旅客在百慕大完成海关审查；从百慕大到达美国的航班因此被作为国内航班对待。
机场的空中交通管制服务由BAS-信佳在与机场运行部的合约下提供。管制塔台在机场北侧（勿与位于航站楼的旧塔台混淆），在大多数日夜提供服务。在周边洋区的进近、离场和航路交通管制服务由纽约航路交通管制中心（ZNY ARTCC）在美国政府的联邦航空局与英国间的协议下提供。百慕大塔台管制员与纽约航路交通管制中心的管制员始终紧密联系。远程无线电发射器和机场的空中交通雷达覆盖也连接了百慕大和纽约中心。
一台拥有150英里监测范围的现代多普勒气象雷达在2015年被机场运行部建成。在机场的导航设施，例如仪表着陆系统（ILS）和甚高频全向信标（VOR），归机场运行部所有但由BAS-信佳维护。
机场曾是美国政府国家航空航天局航天飞机发射取消时的应急着陆场地之一。它只可被用于低和中倾角发射。

## 航空公司和目的地

### 客运航線

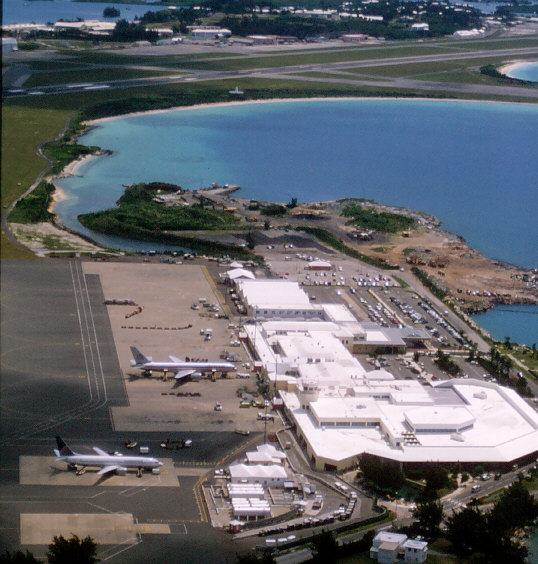
从空中看到的航站楼

| 航空公司   | 目的地                                                |
| ---------- | ----------------------------------------------------- |
| 英國航空   | 倫敦-蓋威克                                           |
| 加拿大航空 | 多倫多-皮爾遜                                         |
| 西捷航空   | 多倫多-皮爾遜                                         |
| 美國航空   | 邁阿密、紐約-甘迺迪 季節性: 夏洛特、費城、華盛頓-國家 |
| 達美航空   | 亞特蘭大、波士頓、紐約-甘迺迪                         |
| 捷藍航空   | 紐約-甘迺迪 季節性: 波士頓                            |
| 聯合航空   | 紐約-紐華克                                           |

### 貨運航線
| 航空公司         | 目的地      |
| ---------------- | ----------- |
| Cargojet Airways | 紐約-紐華克 |

## 事故
1952年12月6日，古巴航空的一架道格拉斯DC-4于该机场起飞后坠毁。机上共有33名乘客和8名机组人员，37人丧生。

## 外部連結
- Bermuda International Airport （页面存档备份，存于），官方網站
- Bermuda Online: American military bases in Bermuda 1941 to 1995.
- Bermuda International Airport weather radar|百慕大国际机场气象雷达 （页面存档备份，存于） – 实时显示